# Кингспорт (Теннесси)
Ки́нгспорт — город на северо-востоке штата Теннесси (США), расположен у реки Холстон, в долине среди Аппалачей. Относится к округам Салливан и Хокинс. Входит в состав области, известной под названием «Горная империя». Население по оценке 2019 года составляло 54 127 человек (12-й по количеству жителей город штата).

## История
Место, где возник Кингспорт, имело множество имён в течение своей истории. Название Кингспорт было принято около 1774 года или немного позднее. Первопроходцы и первые поселенцы использовали реку, чтобы перевозить продукты и людей в Ноксвилл. Кингспорт был важным торговым портом на реке Холстон.

В битве за Кингспорт 13 декабря 1864 года во время Гражданской войны в США 300 конфедератов под руководством полковника Ричарда Моргана около двух дней сдерживали превосходящие силы северян (5500 человек), находившиеся на противоположном берегу реки Холстон. Однако, затем значительная часть северян переправилась через реку в другом месте и зашла в тыл противника. Оказавшись в окружении, конфедераты сдались. 18 конфедератов погибли, 84 были взяты в плен.

В результате Гражданской войны Кингспорт надолго пришёл в упадок.

В 1916 году в Кингспорте произошёл инцидент со слонихой Мэри, в результате которого она убила неопытного работника цирка и была казнена.

В 1917 году город возродился, подвергшись перепланировке (архитектор Джон Нолен).

## Инфраструктура
Завод по производству боеприпасов.

Предприятие по производству химикатов, волокон и пластмасс.

Предприятие по производству бумаги. Предприятие по производству и переплёту книг.

Раньше в городе существовала крупная книгоиздательская компания Kingsport Press.

Плотина и водохранилище Форт-Патрик Генри — популярное место для рыбалки.

Недалеко от города находится аэропорт (вертолётная площадка) Ramada Helistop.

Парки, в том числе «Путь воинов» и «Бейс Маунтин»(в последнем располагаются небольшой зоопарк и планетарий).
«Главный центр искусства» в здании исторического театра. В Kingsport Renaissance Center располагаются театр вместимостью 350 человек, арт-галерея, выставляющая местных художников, спортивный зал и прочее. Кингспортская театральная гильдия. Кинотеатр. Поле для игры в гольф. Конюшни.

С 1981 года каждое лето в городе проводится фестиваль Funfest, каждую осень c 2011 года — Oktoberfest.

## Известные личности
- Кувер, Гарри (1917—2011)- химик, изобретатель суперклея[27].
- Лофтон, Криппл Кларенс (1887—1957) — пианист, игравший в стиле буги-вуги, и вокалист[28].
- Райт, Чарльз (род.1935) — американский поэт, провёл в Кингспорте часть детства[29] и зрелых лет.
- Томас, Кир  (1825—1910) — американский энтомолог и этнолог[30].